# Cornelia Adrichomia
Cornelia Adrichomia (Delft, Holanda, segle XVI) fou una religiosa agustina i poetessa holandesa.
Fou filla d'un cavaller holandès de la família noble dels Adrichem i entrà com a monja a l'orde de Sant Agustí. Assolí molta fama per les seves poesies, que tracten en exclusiva de temes religiosos. És coneguda per la seva publicació d'una versió poètica dels Salms de David, un text que traslladà en vers. També escrigué molts altres poemes de temàtica sagrada. Pel seu saber i erudició, tingué admiradors entre els estudiosos de l'època, entre ells es trobaven el francès Jacques Lefèvre d'Étaples, així com l'italià Cornelio Musso, amb qui mantingué amistat i una llarga correspondència mística.